# サユーン
サユーン（サイウーン, アラビア語: سيئون, 英語: Say'un, Saywun or Seiyun）は、イエメンのハドラマウト地方にある町である。元アデン保護領のカスィーリー王国の切手には、時折、「サイウーンのカスィーリー国（"Kathiri State of Seiyun"）」と刻まれている。2006年現在の人口は75,700人であった。
最も目立つランドマークは、1920年代に建築されたスルターン・アル=カスィーリー宮殿であり、サユーン空港の最寄りである。